# 大石东站
大石东站是广州东环城际的一个车站，位于中国广东省广州市番禺区群贤路（新光快速路东侧路段）。

## 车站结构
大石东站为地下三层单岛式站台站，车站长度276米，站台宽14.6米，站台有效长210米，建筑面积29,620平方米。本站设有5个出入口、1个疏散通道、2组风亭和1处冷却塔，并设有连接广州地铁3号线大石站及大山商业楼的通道。

## 历史
本站规划及工程时期被命名为大石站，开通前夕更名为大石东站。
本站主体结构于2020年8月29日封顶，为东环段首座封顶车站。
而本站至科学中心站区间，于2021年12月4日实现下行线盾构穿越广州地铁18号线沙溪站至南村万博站区间，同月25日实现上行线盾构隧道贯通，2022年6月30日实现下行线盾构隧道贯通，成为东环段首个双线贯通的区间。2023年8月6日，本站至番禺站区间左线盾构贯通。

## 接驳交通
本站西南侧即为广州地铁3号线大石站，两站间设有换乘通道。